# Sainte-Agnès (Isère)
Sainte-Agnès è un comune francese di 542 abitanti situato nel dipartimento dell'Isère nella regione dell'Alvernia-Rodano-Alpi.

## Società

### Evoluzione demografica
Abitanti censiti